# Eleutherodactylus modestus
Espèce
Synonymes
- Syrrhophus modestus Taylor, 1942

Statut de conservation UICN

 VU B1ab(iii) : Vulnérable
Eleutherodactylus modestus est une espèce d'amphibiens de la famille des Eleutherodactylidae.

## Répartition
Cette espèce est endémique du Mexique. Elle se rencontre dans les États de Colima et de Jalisco jusqu'à 700 m d'altitude.

## Publication originale
- Taylor, 1942 : New Caudata and Salientia from Mexico. University of Kansas Science Bulletin, vol. 28, no 14, p. 295-323 (texte intégral).